# Вісімнадцята поправка до Конституції США
Вісімнадцята поправка до Конституції Сполучених Штатів (англ. Eighteenth Amendment to the United States Constitution) була прийнята Конгресом США 17 грудня 1917 року
Поправку було ратифіковано 16 січня 1919 року, а набула вона чинності 17 січня 1920 року. Поправка забороняла виготовлення, продаж і перевезення алкоголю у межах Сполучених Штатів Америки, впроваджуючи «Сухий закон».

## Текст поправки
| Секція 1. Через рік після ратифікації цієї поправки виготовлення, продаж чи перевезення спиртних напоїв у межах країни, довіз їх до Сполучені Штатів і всіх території, що підлягають їхній юрисдикції, як і вивіз звідти з метою вжитку, цим забороняється. Секція 2. Конгрес та окремі штати мають право спільно забезпечити виконання цієї поправки відповідним законодавством. Секція 3. Ця стаття не набере чинності, доки законодавчі органи штатів не ратифікують її як поправку до Конституції в передбаченому Конституцією порядку протягом сімох років після подання її Конгресом. Оригінальний текст (англ.) Section 1. After one year from the ratification of this article the manufacture, sale, or transportation of intoxicating liquors within, the importation thereof into, or the exportation thereof from the United States and all territory subject to the jurisdiction thereof for beverage purposes is hereby prohibited. Sec. 2.The Congress and the several States shall have concurrent power to enforce this article by appropriate legislation. Sec. 3.This article shall be inoperative unless it shall have been ratified as an amendment to the Constitution by the legislatures of the several States, as provided in the Constitution, within seven years from the date of the submission hereof to the States by the Congress. |

## Історія
Вісімнадцята поправка була результатом багаторічних антиалкогольних рухів у Сполучених Штатах і вважалася прогресивним документом. На час її ухвалення багато штатів уже прийняли закони про заборону або обмеження вживання алкоголю на своїй території. Поправка до Конституції, яка б забороняла алкоголь на рівні країни, була подана до розгляду 18 грудня 1917 року. Після ухвалення поправки парламентом почався процес її ратифікації штатами — першим це зробив Міссісіпі (7 січня 1918), а останнім — Нью-Джерсі (9 березня 1922). Всього її ратифікували 46 штатів, Коннектикут і Род-Айленд відхилили поправку.
Для уточнення всіх моментів, які витікали з Вісімнадцятої поправки, Конгрес прийняв Акт Волстіда (англ. Volstead Act). Президент Вудро Вільсон наклав вето на цей закон, яке однак майже одразу було подолано Палатою представників, а наступного дня аналогічно проголосував Сенат.
Проте попит на алкоголь не зник. У країні почастішали випадки смертей від алкоголю (через вживання неякісної продукції) і корупції у правоохоронних органах, в'язниці були переповнені порушниками «Сухого закону», а в той час набирала сили організована злочинність Загалом, заборона алкоголю не призвела до позитивних наслідків, тому 1933 року вісімнадцяту поправку було скасовано двадцять першою. Це єдина конституційна поправка до американської Конституції, скасована іншою поправкою у повному обсязі.